# NGC 5902
NGC 5902 est une vaste et lointainegalaxie lenticulaire située dans la constellation du Bouvier. Sa vitesse par rapport au fond diffus cosmologique est de 11 149 ± 7 km/s, ce qui correspond à une distance de Hubble de 164 ± 12 Mpc (∼535 millions d'al). NGC 5902 a été découverte par l'astronome germano-britannique William Herschel en 1788.
Les avis diffèrent sur la classification de NGC 5902, spirale barrée selon  Wolfgang Steinicke et le professeur Seligman, elliptique selon la base de données NASA/IPAC et lenticulaire selon la base de données HyperLeda. Il n'y a pas de bras nettement visible sur l'image obtenue du relevé SDSS, mais on peut voir un genre de structure en forme d'anneau. Ce n'est probablement pas une galaxie spirale ou elliptique. Aussi le classification de galaxie lenticulaire semble mieux décrire cette galaxie. La tache bleue superposée à la galaxie est une étoile de la Voie lactée.